# Nauderer Hennesiglspitze
La Nauderer Hennesiglspitze est une montagne qui s’élève à 3 042 m d’altitude dans les Alpes de l'Ötztal, à la frontière entre l'Autriche et l'Italie.